# Prix Cornelia
Prix Cornelia är ett montélopp för fem-tioåriga hingstar, valacker och ston som äger rum i maj på Hippodrome de Vincennes i Paris i Frankrike. Det är ett Grupp 3-lopp, man måste minst ha sprungit in 54 000 euro för att få starta.
Loppet rids över 2850 meter på stora banan på Vincennes, med voltstart. Den samlade prissumman är 90 000 euro, och 40 500 euro i första pris.

## Vinnare
| 2025 | Impala de Val                                    | Viking de Val                                    | Benjamin Rochard                                 | Pierre Edouard Mary                              | 1'12"4                                           |                                                  |                                                  |                                                  |                                                  |                                                  |
| 2024 | In Love du Choquel                               | Carat Williams                                   | François Lagadeuc                                | Nicolas Bridault                                 | 1'12"4                                           |                                                  |                                                  |                                                  |                                                  |                                                  |
| 2023 | Dynasty Péji                                     | Prodigious                                       | Damien Bonne                                     | Damien Bonne                                     | 1'12"1                                           |                                                  |                                                  |                                                  |                                                  |                                                  |
| 2022 | Dimo d'Occagnes                                  | Timoko                                           | Paul Philippe Ploquin                            | Antonio Ripoll Rigo                              | 1'12"2                                           |                                                  |                                                  |                                                  |                                                  |                                                  |
| 2021 | Freeman de Houelle                               | Vigove                                           | Éric Raffin                                      | Franck Leblanc                                   | 1'12"2                                           |                                                  |                                                  |                                                  |                                                  |                                                  |
| 2020 | Inställt p.g.a. den pågående coronaviruspandemin | Inställt p.g.a. den pågående coronaviruspandemin | Inställt p.g.a. den pågående coronaviruspandemin | Inställt p.g.a. den pågående coronaviruspandemin | Inställt p.g.a. den pågående coronaviruspandemin | Inställt p.g.a. den pågående coronaviruspandemin | Inställt p.g.a. den pågående coronaviruspandemin | Inställt p.g.a. den pågående coronaviruspandemin | Inställt p.g.a. den pågående coronaviruspandemin | Inställt p.g.a. den pågående coronaviruspandemin |
| 2019 | Carly                                            | Rolling d'Héripré                                | Alexandre Abrivard                               | Thierry Duvaldestin                              | 1'13"3                                           |                                                  |                                                  |                                                  |                                                  |                                                  |
| 2018 | Caduceus des Baux                                | Mark Speed                                       | Matthieu Abrivard                                | Marion Hue                                       | 1'12"5                                           |                                                  |                                                  |                                                  |                                                  |                                                  |
| 2017 | Alpha Saltor                                     | Paris Haufor                                     | Matthieu Abrivard                                | Daniel Bethouart                                 | 1'13"4                                           |                                                  |                                                  |                                                  |                                                  |                                                  |
| 2016 | Virgious du Maza                                 | Prodigious                                       | Damien Bonne                                     | Sébastien Ernault                                | 1'14"1                                           |                                                  |                                                  |                                                  |                                                  |                                                  |
| 2015 | Nene' Degli Ulivi                                | Uconn Roc                                        | Alexandre Abrivard                               | Vincent Lacroix                                  | 1'13"6                                           |                                                  |                                                  |                                                  |                                                  |                                                  |
| 2014 | Nene' Degli Ulivi                                | Uconn Roc                                        | Alexandre Abrivard                               | Vincent Lacroix                                  | 1'12"9                                           |                                                  |                                                  |                                                  |                                                  |                                                  |
| 2013 | Sud                                              | Kerido du Donjon                                 | Caroline Cheradame                               | Xavier Fontaine                                  | 1'13"5                                           |                                                  |                                                  |                                                  |                                                  |                                                  |
| 2012 | Pluto du Vivier                                  | Extreme Dream                                    | Matthieu Abrivard                                | Jean Christophe Sorel                            | 1'13"2                                           |                                                  |                                                  |                                                  |                                                  |                                                  |
| 2011 | Roi du Lupin                                     | Fleuron Perrine                                  | Anthony Barrier                                  | Jean Paul Marmion                                | 1'12"7                                           |                                                  |                                                  |                                                  |                                                  |                                                  |